# Блэнк, Джеймс
Джеймс Хьюберт Герберт Блэнк, S.M. (англ. James Hubert Herbert Blenk, исп. James Hubert Herbert Blenk; 28 июля 1856, Эденкобен, Королевство Бавария — 20 апреля 1917, Новый Орлеан, штат Луизиана, США) —  прелат Римско-католической церкви, 47-й епископ Пуэрто-Рико, 7-й архиепископ Нового Орлеана.

## Биография
Джеймс Хьюберт Герберт Блэнк родился 28 июля 1856 года в Эденкобене, королевстве Бавария. Он был самым младшим ребёнком из семнадцати детей в семье протестантов Якоба Блэнка и Катарины, урожденной Видеман. Вместе с ним родился брат-близнец, который умер в возрасте шести месяцев. В 1866 году вместе с семьёй переехал в США и поселился в Новом Орлеане, штат Луизиана. Вскоре после переезда умерли родители и его взяли на воспитание в семью католиков. В двенадцатилетнем возрасте перешёл в католицизм. В 1869 году он был крещён в церкви святого Альфонса и после получил таинство Миропомазания от Наполеона Жозефа Перша, архиепископа Нового Орлеана.
Получив начальное и среднее образование в Новом Орлеане, поступил в Джефферсон-колледж в городе Конвент, штат Луизиана. В 1878 году вступил в Общество Марии, члены которого больше известны под названием маристов. Его отправили в учебное заведение этого ордена в Белле, во Франции, где он завершил свой новициат в Лионе перед тем, как его отправили для дальнейшего образования в Католический университет Ирландии в Дублине. В Ирландии в 1881—1882 годах он преподавал математику в колледже Девы Марии в Дандолке.
16 августа 1885 года был рукоположен в священники архиепископом Фрэнсисом Редвудом, О.М.. В октябре 1885 года вернулся в штат Луизиана, и служил в качестве профессора гуманитарных дисциплин, риторики, философии, математики и естествознания в Джефферсон-колледже. С 1891 по 1897 год он нёс также служение в качестве президента этого учебного заведения. В 1896 году, по приглашению генерального приора Общества Марии, посетил все дома этого религиозного института в Европе. По возвращении в Новый Орлеан в феврале 1897 года был назначен ректором в церкви Святого Имени Марии в Алджирсе. Когда в 1899 году архиепископа Пласида Луи Шапеля назначили апостольским нунцием на Кубу и апостольским нунцием на Филиппинах, Джеймс Питер Блэнк стал аудитором и секретарем Апостольской нунциатуры.
12 июня 1899 года римский папа Лев XIII назначил его епископом Пуэрто-Рико. Его хиротония состоялась 2 июля того же года; посвящение в епископы возглавил архиепископ Пласид Луи Шапель, которому сослужили епископ Гюстав Руксель и епископ Теофил Мершер. Перед его приездом на Пуэрто-Рико, на остров обрушился ураган Сан-Сириако. Новый епископ собрал большую денежную сумму, которую привёз с собой для помощи пострадавшим. Возглавляя епархию Пуэрто-Рико основал колледж, несколько школ и монастырей, но был вынужден закрыть семинарию из-за нехватки средств и семинаристов. Он также отремонтировал собор Святого Иоанна Крестителя в Сан-Хуане.
20 апреля 1906 года был назначен архиепископом Нового Орлеана. 24 апреля 1907 года получил паллий. За время своего пребывания на кафедре систематизировал католическую школьную систему в Новом Орлеане, унифицировал и стандартизировал католические учебные программы и настаивал на создании приходских школ в каждом приходе. Продолжил практику сегрегации приходов для афроамериканцев и построил для них несколько церквей. Считал, что именно через сегрегированные церкви «расовые чувства и природные различия могут быть наилучшим образом скорректированы».
Он также организовал Федерацию католических обществ штата Луизиана в 1908 году, Федерацию католических женских обществ в 1911 году, Конгрегацию Святого Петра Клавера в Опелусасе в 1912 году и Католический женский клуб в 1916 году. Его последние годы были омрачены ураганом в Новом Орлеане в 1915 году и началом Первой мировой войны. Он успешно выступал против налогообложения церковных общин и за отмену ставок на ипподромах. Умер в Новом Орлеане 20 апреля 1917 года.